# Carinodes subsecivus
Carinodes subsecivus är en stekelart som först beskrevs av Cameron 1885.  Carinodes subsecivus ingår i släktet Carinodes och familjen brokparasitsteklar. Inga underarter finns listade.